# Muhammad Tayrab
Muhammad Tayrab (tiếng Ả Rập: محمد تيراب, còn gọi là Muhammad II) là sultan của Vương quốc Hồi giáo Darfur từ năm 1752 đến năm 1786. Ông được nhớ đến vì đã xây dựng thành phố Al-Fashir, đưa nơi này trở thành kinh đô lâu dài của vương quốc.

## Tiểu sử

### Xuất thân và nổi dậy
Muhammad Tayrab thuộc hoàng tộc Keira, con trai của quốc vương Ahmad Bakr và một phụ nữ thuộc bộ lạc Zaghawa. Sau khi cha mình băng hà vào năm 1722, cùng với những người anh em khác, ông bắt đầu một chiến dịch chống lại người anh cả, Sultan Muhammad Dawra. Kể từ khi con trai Dawra là Umar Lel cuối cùng lên ngôi vào năm 1730, ông tiếp tục đấu tranh với quốc vương mới. Sau đó, ông còn nổi dậy chống lại anh trai mình là Abu'l-Qasim, người đã trở thành quốc vương vào năm 1739. Do một âm mưu mới vào năm 1752, ông đã lật đổ Qasim để trở thành nhà cai trị vương quốc.

### Trị vì

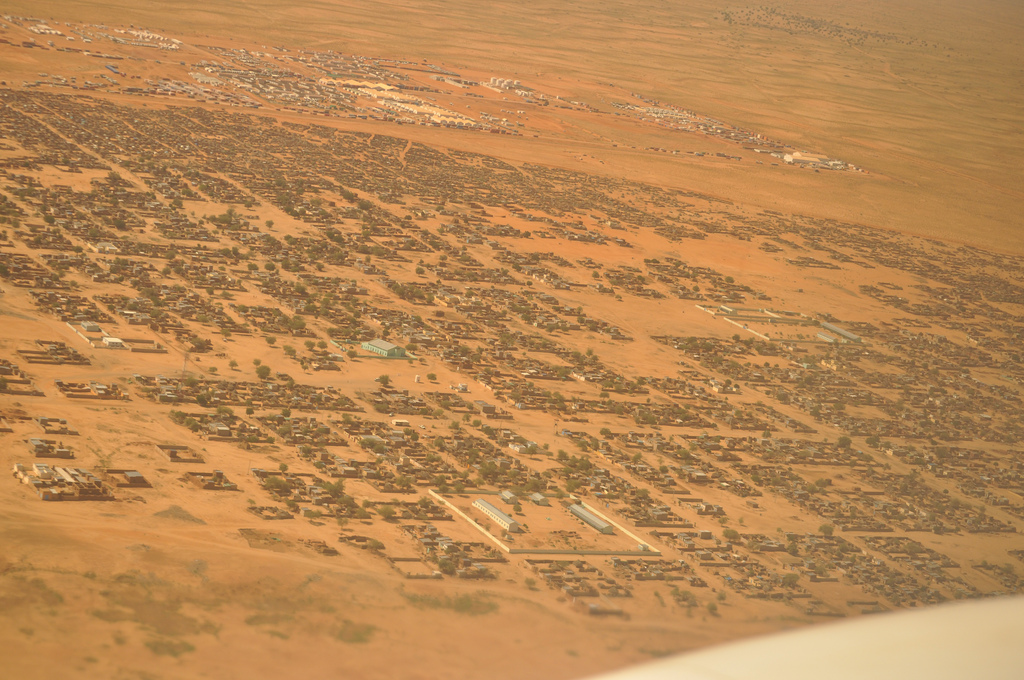
Sultan Muhammad đã xây dựng thành phố Al-Fashir, đưa nơi này trở thành kinh đô lâu dài của vương quốc

Ông tiếp tục chính sách tập trung hóa nhà nước của những người tiền nhiệm. Để làm điều này, trước tiên ông đã hòa giải với vương quốc Wadai, công nhận nền độc lập của nó. Sau đó, ông thiết lập quân đội gồm những nô lệ với tên gọi korkwa, nhằm giảm sự phụ thuộc vào đội quân được tập hợp từ các bộ lạc và thị tộc trong vương quốc. Ngoài ra, ông còn chuyển giao nhiều chức vụ cao hơn cho bên họ ngoại. Ông hướng những nỗ lực của mình vào sự phát triển của nền kinh tế, thương mại và sự mở rộng của các thành phố.
Ông hướng chính sách đối ngoại của mình về phía đông, nơi vào năm 1762, ông đã lợi dụng sự suy yếu của Vương quốc Hồi giáo Sennar do tranh giành quyền lực nội bộ, cố gắng thiết lập quyền tối cao của mình đối với đất nước này. Lần đầu tiên, quân đội Darfur tiến thẳng đến Thung lũng sông Nin. Nhưng nỗ lực của ông trong việc liên minh với Vương quốc Shilluk nhằm sáp nhập Sennar vào Darfur đã không thành công. Cuối cùng, biên giới của Vương quốc Hồi giáo Darfur kết thúc gần thành phố Omdurman. Nhờ việc tái định cư các quý tộc, nghệ nhân và thương nhân từ các bộ lạc và tiểu quốc bị chinh phục đến Darfur, ông giảm đi sự ảnh hưởng của dân tộc Fur.
Dưới thời Tayrab, vị sultan người Tunjur al-Mur lãnh đạo một cuộc khởi nghĩa lớn chống lại vương triều Keira.
Năm 1770, ở phía đông giữa cao nguyên Marra, ông bắt đầu xây dựng các fashir ("trại"), là những xưởng thủ công lớn, cung điện và doanh trại quân đội. Đến năm 1782, nơi này trở thành đô thị Al-Fashir, nơi ở mới của vị sultan.
Từ năm 1775, ông đã nhiều lần cố gắng chinh phục Sennar khi tình hình tại đây tiếp tục bất ổn, nhưng không thành công. Năm 1785, ông đánh bại Hashim ibn Isawa, chinh phục Kordofan, tiêu diệt triều đại Musabbat ở đó. Tuy nhiên, Muhammad Tayrab qua đời vào năm 1786 tại thành phố Bara. Theo một số câu chuyện, Tayrab bị vợ đầu độc theo lời xúi giục của các tù trưởng không tuân phục, khiến quân đội quay trở lại Darfur. Ngai vàng truyền cho con trai ông là Ishaq.